# Келін Попеску-Терічану
Келін Попеску-Терічану (рум. Călin Popescu-Tăriceanu; нар. 14 січня 1952, Бухарест) — прем'єр-міністр Румунії з 29 грудня 2004 до 22 грудня 2008, лідер Національної ліберальної партії (2004—2009).

## Біографія
Закінчив Технічний інститут інженерів у Бухаресті, має ступінь магістра в галузі математики та інформатики.
1994 року зайнявся великим підприємництвом, очоливши компанію-постачальника автомобілів «Citroën» до Румунії. Нині є її почесним головою.
У період з 1996 до 1997 був міністром промисловості в уряді Віктора Чорбі. Здійснював реформи у вугледобувній галузі, запропоновані західними країнами.

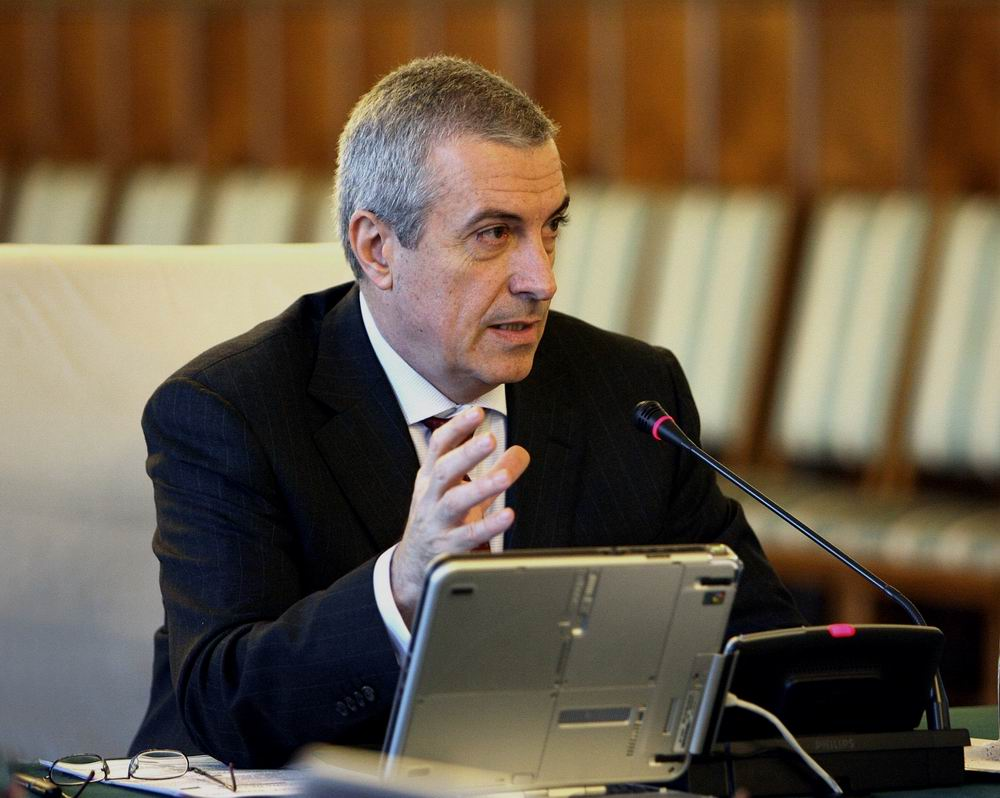
Келін Попеску-Терічану

У період з 1996 до 2004 був членом Палати депутатів Румунії, з 2000 до 2004 він був заступником голови парламентської групи Націонал-ліберальної партії (НЛП) та заступником голови Комітету з бюджету, фінансів та страхування.
Після виборів 2004 — глава румунського уряду, сформованого внаслідок успішних переговорів Демократичного союзу та Ліберальної партії, запропонований новообраним президентом Траяном Бесеску.
2007 року деякий час виконував обов'язки міністра закордонних справ.
Статки експрем'єр-міністра Румунії оцінюються в $15 млн.
Володіє французькою та англійською мовами.